# Patata di montagna del Medio Sangro
La patata di montagna del medio Sangro o patata montagnola è una varietà di patata coltivata principalmente nella provincia di Chieti, in particolare nei comuni di Montenerodomo, Pizzoferrato, Gamberale, Civitaluparella ed alcune zone del parco nazionale della Majella. 
La Patata di montagna del Medio Sangro fa parte dei Prodotti agroalimentari tradizionali abruzzesi.
De Thomasis, Croce, Prosperi, parlavano già della coltivazione del tubero in queste zone  all'inizio  dell'Ottocento.

I terreni di coltivazione sono posti tra gli 800 ed i  1400 metri sul livello del mare.

Désirée e Kennebec sono attualmente le varietà maggiormente coltivate.

La raccolta viene effettuata da agosto in poi.

## Caratteristiche
- forma = tondo-ovale, regolare
- buccia =  di colore rosso
- polpa = di colore gialla o bianca

## Utilizzo
In passato la patata montagnola era spesso aggiunta per la preparazione del pane e della polenta.

Oggi si utilizza ancora nella preparazione dei frascarielli, una minestra lenta di farina, che un tempo veniva preparata per aumentare il latte delle partorienti.

Le patate si cucinano anche intere lesse, cotte al cartoccio o al forno, o affettate in padella o fritte. Quelle a pasta bianca, più farinose, sono adatte alla preparazione di gnocchi e purea.
Esiste anche una patata novella montagnola, raccolta a maturazione incompleta e consumata bollita con la buccia.